# مارلين كول
مارلين كول (بالإنجليزية: Marilyn Cole)‏ هي عارضة بريطانية، ولدت في 7 مايو 1949 في بورتسموث في المملكة المتحدة.

## وصلات خارجية
- مارلين كول على موقع IMDb (الإنجليزية)
- مارلين كول على موقع كينوبويسك (الروسية)